# Jarovnice
Jarovnice (in ungherese Jernye, in tedesco Jarownitz) è un comune della Slovacchia facente parte del distretto di Sabinov, nella regione di Prešov.